# Elbo (ost)
Elbo er en mild dansk ost, der var kendt som brødost på grund af formen. Den blev i 1952 navngivet Elbo ved Stresa-konventionen. Den gik af mode, formentlig fordi den var for mild og smagløs.
Elbo er en opstukket ost, der har navn efter Elbodalen ved Vejle, uden at der var nogen nærmere forbindelse. Den er baseret på dansk komælk. Den er inspireret af den hollandske Edam.
Daugbjerg Grubeost er en mellemlagret Elbo fra Thise Mejeri, der lagres i Daugbjerg Kalkgruber. En anden grubeost lagres i Mønsted Kalkgruber. I kalkgruber lagres osten ved en konstant luftfugtighed og temperatur.